# Flávio Lopes
Flávio Antônio Lopes Lourenço (Ervália, 30 de julho de 1965), é um ex-futebolista e atualmente treinador de futebol brasileiro. Atualmente está sem clube.

## Títulos

### Como jogador
América-MG
- Campeonato Mineiro: 1993

### Como treinador
América-MG
- Copa Sul Minas: 2000
- Taça Minas Gerais: 2005

ABC
- Campeonato Potiguar: 2005